# Budapest Grand Prix 2024
Budapest Grand Prix 2024 (sau Marele Premiu al Ungariei) a fost un turneu de tenis feminin care s-a jucat pe terenuri cu zgură, în aer liber. A fost cea de-a 22-a ediție a evenimentului, un turneu WTA de nivel 250 în Circuitul WTA 2024. Acesta a avut loc la Academia de tenis Római din Budapesta, Ungaria, în perioada 15-21 iulie 2024.

## Campioni

### Simplu
Pentru mai multe informații consultați Budapest Grand Prix 2024 – Simplu

### Dublu
Pentru mai multe informații consultați Budapest Grand Prix 2024 – Dublu

## Puncte și premii în bani

### Distribuția punctelor
| Probă  | Câștigător | Finalist | Semifinalist | Sfertfinalist | Runda 2 | Runda 1 | Q   | Q2  | Q1  |
| Simplu | 250        | 163      | 98           | 54            | 30      | 1       | 18  | 12  | 1   |
| Dublu  | 250        | 163      | 98           | 54            | 1       | N/A     | N/A | N/A | N/A |

### Premii în bani
| Probă  | Câștigător | Finalist | Semifinalist | Sfertfinalist | Runda 2 | Runda 1 | Q2     | Q1     |
| Simplu | $35,250    | $20,830  | $11,610      | $6,608        | $4,040  | $2,890  | $2,140 | $1,380 |
| Dublu* | $12,820    | $7,210   | $4,140       | $2,470        | $1,900  | N/A     | N/A    | N/A    |

*per echipă